# Idioma piapoco
El idioma piapoco o wenaiwika es una lengua arawak hablado por unas tres mil personas, los wenaiwikas, en Colombia y Venezuela. Henri Ramirez (2020) clasificó esta lengua dentro del grupo Japurá-Colombia de las lenguas arawak.

## Descripción lingüística

### Fonología
Vocales
|          | Anteriores | Centrales | Posteriores |
| -------- | ---------- | --------- | ----------- |
| cerradas | i          |           | u           |
| Abiertas | e          | a         | a           |

Las vocales se realizan nasales cuando están al lado de consonante nasal. Las vocales acentuadas se realizan con un ligero alargamiento.
El acento es fonémico, recae sobre cualquiera de las sílabas y determina significados diferentes de las palabras. En cambio el tono es predecible, ligado al acento: alto en la sílaba acentuada y muy bajo e la siguiente. 
Consonantes
|             |             | labial | dental | alveolar | palatal | velar | glotal |
| ----------- | ----------- | ------ | ------ | -------- | ------- | ----- | ------ |
| oclusivas   | sordas      | p      |        | t        |         | k     |        |
| oclusivas   | sonora      | b      |        | d        |         |       |        |
| nasales     | nasales     | m      |        | n        |         |       |        |
| fricativas  | fricativas  |        | θ      |          |         |       | h      |
| africadas   | africadas   |        |        | c (ʦ)    |         |       |        |
| vibrantes   | vibrantes   |        |        | r        |         |       |        |
| aproximante | aproximante | w      |        |          | y (j)   |       |        |

La africada alveolar [ʦ] varía libremente con la africada palatal [ʧ]. La aproximante labial [w] se realiza como fricativa labial [β] antes de las vocales anteriores [i], [e].

### Sintaxis
El orden usual de una oración piapoca simple es:
Sujeto + Predicado + Complemento directo + Complemento indirecto.
Ejemplo de oración transitiva simple:
| Felipe | i-chàwidà | cubái  |
| Felipe | 3-flechar | pez    |
| Felipe | flechó    | un pez |

#### Oraciones negativas
Las oraciones negativas se crean con el uso del prefijo càmi- ante el predicado, usualmente con la partícula -ta de enfoque.
| Uruwàcha     | càmi-ta | na-múa-wa        | wa-lí         |
| Tortuga      | no-foco | 3pl-emerger-intr | 1pl-a         |
| Las tortugas | no      | emergieron       | para nosotros |